# Chromaspirina pellucida
Chromaspirina pellucida är en rundmaskart som först beskrevs av Nathan Augustus Cobb 1920.  Chromaspirina pellucida ingår i släktet Chromaspirina och familjen Desmodoridae. Inga underarter finns listade i Catalogue of Life.